# Masters of Formula 3 2016
De Zandvoort Masters 2016 is de zesentwintigste editie van de Masters of Formula 3. De race, waarin Formule 3-teams uit verschillende Europese kampioenschappen tegen elkaar uitkomen, werd verreden op 21 augustus 2016 op het Circuit Park Zandvoort.

## Inschrijvingen
- Alle coureurs rijden met een chassis van Dallara.

| Team                        | No | Coureur             | Motor      | Kampioenschap                 |
| --------------------------- | -- | ------------------- | ---------- | ----------------------------- |
| Carlin                      | 1  | Alessio Lorandi     | Volkswagen | Europees Formule 3            |
| Carlin                      | 3  | Colton Herta        | Volkswagen | Euroformula Open              |
| Carlin                      | 4  | Ameya Vaidyanathan  | Volkswagen | Euroformula Open              |
| HitechGP                    | 5  | Harrison Scott      | Mercedes   | Eurocup Formule Renault 2.0   |
| HitechGP                    | 6  | Alexander Albon     | Mercedes   | GP3 Series                    |
| Van Amersfoort Racing       | 7  | Callum Ilott        | Mercedes   | Europees Formule 3            |
| Van Amersfoort Racing       | 8  | Pedro Piquet        | Mercedes   | Europees Formule 3            |
| Van Amersfoort Racing       | 9  | Anthoine Hubert     | Mercedes   | Europees Formule 3            |
| Motopark                    | 10 | Joel Eriksson       | Volkswagen | Europees Formule 3            |
| Motopark                    | 11 | Zhou Guanyu         | Volkswagen | Europees Formule 3            |
| Motopark                    | 12 | Niko Kari           | Volkswagen | Europees Formule 3            |
| Motopark                    | 14 | Sergio Sette Câmara | Volkswagen | Europees Formule 3            |
| kfzteile24 Mücke Motorsport | 15 | David Beckmann      | Mercedes   | Europees Formule 3            |
| Fortec Motorsport           | 17 | Sam MacLeod         | Mercedes   | geen                          |
| Fortec Motorsport           | 18 | Ricky Capo          | Mercedes   | Australische GT-kampioenschap |
| Double R Racing             | 19 | Thomas Randle       | Mercedes   | BRDC Formule 3                |

## Kwalificatie
| Pos. | Nr. | Rijder              | Team                        | Tijd     |
| ---- | --- | ------------------- | --------------------------- | -------- |
| 1    | 7   | Callum Ilott        | Van Amersfoort Racing       | 1:29.820 |
| 2    | 10  | Joel Eriksson       | Motopark                    | 1:29.832 |
| 3    | 6   | Alexander Albon     | HitechGP                    | 1:29.849 |
| 4    | 12  | Niko Kari           | Motopark                    | 1:29.928 |
| 5    | 8   | Zhou Guanyu         | Motopark                    | 1:30.045 |
| 6    | 8   | Pedro Piquet        | Van Amersfoort Racing       | 1:30.069 |
| 7    | 14  | Sergio Sette Câmara | Motopark                    | 1:30.098 |
| 8    | 9   | Anthoine Hubert     | Van Amersfoort Racing       | 1:30.189 |
| 9    | 1   | Alessio Lorandi     | Carlin                      | 1:30.234 |
| 10   | 15  | David Beckmann      | kfzteile24 Mücke Motorsport | 1:30.450 |
| 11   | 5   | Harrison Scott      | HitechGP                    | 1:30.807 |
| 12   | 3   | Colton Herta        | Carlin                      | 1:31.198 |
| 13   | 17  | Sam MacLeod         | Fortec Motorsport           | 1:31.398 |
| 14   | 18  | Ricky Capo          | Fortec Motorsport           | 1:32.195 |
| 15   | 19  | Thomas Randle       | Double R Racing             | 1:32.325 |
| 16   | 4   | Ameya Vaidyanathan  | Carlin                      | 1:32.408 |

## Kwalificatierace
| Pos. | Nr. | Rijder              | Team                        | Ronden | Tijd/Verschil | Grid |
| ---- | --- | ------------------- | --------------------------- | ------ | ------------- | ---- |
| 1    | 10  | Joel Eriksson       | Motopark                    | 12     | 18:33.323     | 2    |
| 2    | 7   | Callum Ilott        | Van Amersfoort Racing       | 12     | +1.461        | 1    |
| 3    | 12  | Niko Kari           | Motopark                    | 12     | +2.251        | 4    |
| 4    | 6   | Alexander Albon     | HitechGP                    | 12     | +5.793        | 3    |
| 5    | 14  | Sergio Sette Câmara | Motopark                    | 12     | +7.670        | 7    |
| 6    | 8   | Pedro Piquet        | Van Amersfoort Racing       | 12     | +9.792        | 6    |
| 7    | 9   | Anthoine Hubert     | Van Amersfoort Racing       | 12     | +10.753       | 8    |
| 8    | 1   | Alessio Lorandi     | Carlin                      | 12     | +12.022       | 9    |
| 9    | 15  | David Beckmann      | kfzteile24 Mücke Motorsport | 12     | +12.831       | 10   |
| 10   | 11  | Zhou Guanyu         | Motopark                    | 12     | +13.223       | 5    |
| 11   | 5   | Harrison Scott      | HitechGP                    | 12     | +19.112       | 11   |
| 12   | 19  | Thomas Randle       | Double R Racing             | 12     | +25.262       | 15   |
| 13   | 18  | Ricky Capo          | Fortec Motorsport           | 12     | +31.617       | 14   |
| DNF  | 17  | Sam MacLeod         | Fortec Motorsport           | 8      | Uitgevallen   | 13   |
| DNF  | 3   | Colton Herta        | Carlin                      | 2      | Uitgevallen   | 12   |
| DNF  | 4   | Ameya Vaidyanathan  | Carlin                      | 2      | Uitgevallen   | 16   |

## Hoofdrace
| Pos. | Nr. | Rijder              | Team                        | Ronden | Tijd/Verschil | Grid |
| ---- | --- | ------------------- | --------------------------- | ------ | ------------- | ---- |
| 1    | 10  | Joel Eriksson       | Motopark                    | 25     | 38:53.053     | 1    |
| 2    | 12  | Niko Kari           | Motopark                    | 25     | +0.838        | 3    |
| 3    | 14  | Sergio Sette Câmara | Motopark                    | 25     | +5.816        | 5    |
| 4    | 7   | Callum Ilott        | Van Amersfoort Racing       | 25     | +6.625        | 2    |
| 5    | 6   | Alexander Albon     | HitechGP                    | 25     | +7.256        | 4    |
| 6    | 8   | Pedro Piquet        | Van Amersfoort Racing       | 25     | +9.135        | 6    |
| 7    | 9   | Anthoine Hubert     | Van Amersfoort Racing       | 25     | +9.523        | 7    |
| 8    | 1   | Alessio Lorandi     | Carlin                      | 25     | +17.195       | 8    |
| 9    | 17  | Sam MacLeod         | Fortec Motorsport           | 25     | +18.375       | 14   |
| 10   | 15  | David Beckmann      | kfzteile24 Mücke Motorsport | 25     | +19.428       | 9    |
| 11   | 19  | Thomas Randle       | Double R Racing             | 25     | +27.448       | 12   |
| 12   | 5   | Harrison Scott      | HitechGP                    | 25     | +27.937       | 11   |
| 13   | 3   | Colton Herta        | Carlin                      | 25     | +33.652       | 15   |
| 14   | 18  | Ricky Capo          | Fortec Motorsport           | 25     | +58.806       | 13   |
| 15   | 4   | Ameya Vaidyanathan  | Carlin                      | 25     | +59.768       | 16   |
| 16   | 11  | Zhou Guanyu         | Motopark                    | 25     | +1:02.857     | 10   |

1991 · 1992 · 1993 · 1994 · 1995 · 1996 · 1997 · 1998 · 1999 · 2000 · 2001 · 2002 · 2003 · 2004 · 2005 · 2006 · 2007 · 2008 · 2009 · 2010 · 2011 · 2012 · 2013 · 2014 · 2015 · 2016
Lijst van coureurs